# Walckenaeria breviaria
Walckenaeria breviaria là một loài nhện trong họ Linyphiidae.
Loài này thuộc chi Walckenaeria. Walckenaeria breviaria được miêu tả năm 1931 bởi Crosby & Bishop.